# Fonte Longa (Mêda)
Fonte Longa era una freguesia portuguesa del municipio de Mêda, distrito de Guarda.

## Historia
Fue suprimida el 28 de enero de 2013, en aplicación de una resolución de la Asamblea de la República portuguesa promulgada el 16 de enero de 2013 al unirse con las freguesias de Mêda y Outeiro de Gatos, formando la nueva freguesia de Mêda, Outeiro de Gatos e Fonte Longa.